# Подколзин, Евгений Николаевич (художник)
Евгений Николаевич Подколзин (род. 17 октября 1961, Москва) — художник-иллюстратор, театральный художник-постановщик.

## Биография
Родился в Москве, в Трубном переулке. В 1978—1983 годах проходил обучение в Школе-Студии МХАТ им. В. И. Немировича-Данченко, где занимался композицией театрального пространства под руководством О. А. Шейнциса. По окончании ВУЗа попал по распределению в Норильск, работал художником-постановщиком в Заполярном театре драмы им. В. В. Маяковского. Затем вернулся в Москву, где работал в небольших независимых театрах: оформлял спектакли по произведениям М. А. Булгакова, Д. И. Хармса, Ю. К. Олеши.
Увлёкся русским авангардом (Малевич, Шагал, Михаил Ларионов, Наталья Гончарова), под воздействием которого Подколзин создал свою самую значительную работу того времени — сценографию спектакля «Багровый остров» по Булгакову (театр «В старом парке», режиссёр Борис Тудаков).
Через увлечение мифологией и фольклором пришёл к работе художника-иллюстратора, стал художником книги, в первую очередь — детской. Среди ориентиров Владимир Конашевич и Евгений Чарушин.
Проиллюстрировал книги: «Орден Жёлтого Дятла» Монтейру Лобату (М.: Терра, 1996), «Мышонок Пик» Виталия Бианки (М.: Стрекоза, 1998, книга многократно переиздавалась, последний раз в 2008 году), множество других произведений Виталия Бианки, Бориса Житкова, других авторов.
С 2001 года работает для издательств Южной Кореи. Сотрудничает с журналом «Мурзилка». Оформляет житийную православную литературу.

## Цитаты
Думаю, что в детской книге необходимо влияние тенденций, характерных для современного искусства. Меняется мир, и меняется пластическое его восприятие как взрослыми, так и детьми. Очень важным считаю наличие как графической культуры, так и цветового решения детской книги, уход от чрезмерной яркости и аляповатости.
Мне кажется, что детскую книжку надо делать очень серьёзно, так как формирование вкуса происходит очень рано, с первых букв и картинок, сопутствующих им.